# Kamendaka polyphema
Kamendaka polyphema är en insektsart som först beskrevs av Ronald Gordon Fennah 1956.  Kamendaka polyphema ingår i släktet Kamendaka och familjen Derbidae. Inga underarter finns listade i Catalogue of Life.